# Spokane Empire
Die Spokane Emire sind ein Arena-Football-Team aus Spokane, Washington, das aktuell in der Indoor Football League (IFL) spielt. Ihre Heimspiele tragen die Empire in der Spokane Veterans Memorial Arena aus.

## Geschichte
Die Empire wurden 2016 gegründet. Sie gingen aus den Spokane Shock hervor, die bis 2015 in der Arena Football League (AFL) spielten. Da die AFL Namens- und Logorechte besitzen musste Spokane nach dem Rückzug einen neuen Namen und Logo entwickeln.
Vor der Saison wurde durch eine Fanumfrage aus über 400 Vorschlägen der neue Teamname gewählt.

## IFL Saison 2016
Die Empire konnten gleich in der ersten Saison den Conference-Titel in der Intence Conference holen, mit einem Record von 12 Siegen und 4 Niederlagen.
Im Halbfinale, den Conference Championships, wurden die Nebraska Danger mit 55:44 ausgeschaltet, ehe man erst im Finale, dem UnitedBowl, gegen den Serienmeister Sioux Fall mit 34:55 den Kürzeren zog.

## IFL Saison 2017
Nachdem die letzten drei Spiele der regulären Saison verloren wurde, musste jegliche Hoffnung auf die Teilnahme an den Playoffs begraben werden. Mit 8 Siegen und 8 Niederlagen wurde Spokane dritter und qualifizierten sich damit nicht für die Playoffs.

## Stadion
Die Empire tragen ihre Heimspiele in der Spokane Veterans Memorial Arena aus. Bei Indoor-Football-Spielen bietet die Arena Platz für 10.771 Zuschauern. Teilen müssen sich die Empire das Stadion mit den Spokane Chiefs, einem Major-League-Hockey-Verein aus der Western Hockey League (WHL).